# Corte de Cabelo
Corte de Cabelo (Internationaler Titel: Haircut) ist ein Film des portugiesischen Regisseurs Joaquim Sapinho aus dem Jahr 1995.

## Handlung
Rita und Paulo sind zwei junge Erwachsene. Rita arbeitet in einer Parfümerie in einem Einkaufszentrum. Ihr Freund Paulo arbeitet beim Film und ist vernarrt in ihre langen schwarzen Haare. Das Paar lebt eine intensive, oft chaotisch anmutende Beziehung. Sie beschließen zu heiraten, doch am Tag der standesamtlichen Trauung lässt Rita sich einen Kurzhaarschnitt verpassen. Die Trauung gerät in Gefahr, und es folgt eine bis in die Nacht andauernde Verfolgungsjagd der zwei, die ihre Beziehung überdenken.

## Rezeption
Der von Popkultur beeinflusste Film sorgte in Portugal für Aufsehen und machte Regisseur Joaquim Sapinho als Hoffnungsträger eines jungen portugiesischen Kinos bekannt. Er zeigt ein junges Paar, das sich sexuell und intellektuell miteinander auseinandersetzt und sich dabei im schnell verändernden Portugal zwischen Tradition und Moderne und seiner einnehmenden Konsumgesellschaft zu orientieren versucht. Auf ihrer nächtlichen Tour durch Lissabon geraten sie auch an eine Gruppe gewalttätiger und rassistischer Skinheads, vor denen sie flüchten, und sie treffen eine Hip-Hop-Gang. Beide Gruppierungen werden von authentischen Laienschauspielern der jeweiligen Jugendsubkultur dargestellt und verstärken die Authentizität und die realistische Ausstrahlung des 35-mm-Films, der gelegentlich schon Parallelen zum kommenden Dogma-95-Filmmanifest zeigt, etwa in seiner streckenweise reduzierten Musik und Beleuchtung, den fehlenden Spezialeffekten und Waffengewaltszenen und seiner Konzentration auf Schauspiel und Handlung, die ausschließlich an Originalschauplätzen in Szene gesetzt wurden.
Der Film hatte 1995 beim 48. Filmfestival Locarno Premiere, wo er für einen Goldenen Leopard nominiert war, und kam am 1. März 1996 in die Kinos. Er wurde auf zahlreichen internationalen Filmfestivals gezeigt und gewann Preise u. a. in Genf, Chicago, Valencia, und beim Festival Premiers Plans in Angers. Er war zudem bei den Globos de Ouro 1996 für die Kategorien Bester Film und Beste Schauspielerin nominiert.
Corte de Cabelo erschien im Jahr 2004, zum 10-jährigen Erscheinungsjubiläum, bei Rosa Filmes in Portugal als DVD, nachdem er 1996 bereits als VHS-Kassette bei Lusomundo erschienen war.